# Our Airline
Our Airline ili Nauru Airlines je nauruska nacionalna zrakoplovna tvrtka sa sjedištem u Yarenu.

## Povijesni razvoj
Tvrtka Our Airline osnovana je kao Air Nauru koji je 14. veljače 1970. godine počeo s probnim letovima između Naurua i Brisbanea, koristeći iznajmljen Dassault Falcon 20 registracije VH-BIZ. Redovni letovi planirani su nakon isporuke naručenog prvog zrakoplova, Fokkera F28 Fellowship. Boeing 737-200 (C2-RN3) je u flotu ušao 1975. a Boeing 727-100 (C2-RN4) u flotu ulazi 16. lipnja 1976. Nakon prodaje Fokkera 1970.-ih tvrtka uzima još boeingovih aviona te njenu flotu sve do 1983. čine sedam zrakoplova: dva Boeinga 727-100 i pet Boeinga 737-200. Godine 1993. dva 737-200 zamjenjuje Boeing 737-400. Jedan 737-200 je zadržan još neko vrijeme radi mogućnosti preinake iz putničkog u teretni zrakoplov.
Tvrtka je u srpnju 1996. utjelovljena kao Nauru Air Corporation (NAC) s upravom bez udjela vlade, što joj je omogućilo samostalno i komercijalno djelovanje na tržištu a imala je samo jedan Boeing 737-400. Otočni redoviti ekonomski problemi su tvrtci prouzročili ogromne gubitke što je dovelo i do njenog bankrotirala. U kraćem periodu 1990. letovi su odgođeni radi zabrinutosti australijskih vlasti u plovidbenost i sigurnost zrakoplova. Od 1998. godine Air Nauru spada pod nadzor Civilnog zrakoplovstva Australije i od tada kao strana tvrtka ima australijski certifikat za prijevoz. Do 2002. u sporu je s Export-Import bankom SAD-a tako da je tek u prosincu 2005. Visoki sud Australije podržao raniju odluku za odobrenje kupnje Boeinga 737-300. Sredinom 2006., tvrtka je reorganizirana kao Our Airline i počinje s radom 14. listopada 2006. Our Airline je u potpunosti u vlasništvu države i ima 144 zaposlenih (ožujak 2007.) Usluge pruža u dosta rijetkom redovnom prometu. 

## Odredišta
Australija
- Brisbane

Salomonovi Otoci
- Honiara

Nauru
- Yaren

## Flota
Jedan Boeing 737-300.

## Vanjske poveznice
- Our Airline  Arhivirana inačica izvorne stranice od 12. kolovoza 2015. (Wayback Machine) (in engleski)
- Our Airline Flight Schedule  Arhivirana inačica izvorne stranice od 10. svibnja 2007. (Wayback Machine) (in engleski)
- Photo of the new Our Airline plane design (in engleski)